# Кепа Аризабалага
Кепа Аризабалага Ревуелта (баск. Kepa Arrizabalaga Revueltа; Ондароа, 3. октобар 1994) шпански је фудбалер који игра на позицији голмана. Играч је Арсенала и репрезентативац Шпаније.

## Клупска каријера
Аризабалага је почео да тренира фудбал као десетогодишњи дечак у највећем баскијском клубу Атлетику из Билбаоа. Прве наступе у сениорској каријери уписао је током 2011. као играч трећелигаша Басконије, екипе која функционише као развојни клуб Атлетика. У јануару 2013. пребачен је у резервни састав тима из Билбаоа.
Пролећни део сезоне 2014/15. провео је играјући као позајмљени играч у екипи Понферадине у Сегунди, а потом и целу сезону 2015/16. у екипи Реал Ваљадолида (такође у другој лиги).
Након повратка са позајмице у Ваљадолиду, Аризабалага је прикључен првом тиму Атлетика, а деби наступ у Ла лиги имао је 11. септембра 2016. у гостовању код Депортива у Ла Коруњи. У јануару 2018. продужио је уговор са клубом на још седам сезона, до јуна 2025. године. Ипак, лета исте године прелази у лондонски Челси, у трансферу вредном 80 милиона евра и тако постаје најскупље плаћен голман икад.

## Репрезентативна каријера
Као играч репрезентације Шпаније до 19 година освојио је титулу европског првака на континенталном првенству које је 2012. играно у Естонији. Због повреде је пропустио наредно светско првенство за играче до 20 година старости.
За сениорску репрезентацију Шпаније дебитовао је 11. новембра 2017. у пријатељској утакмици против Костарике играној у Малаги, а коју је Шпанија добила уверљиво са 5:0.
Селектор Хулен Лопетеги уврстио га је на списак репрезентативаца Шпаније за Светско првенство 2018. у Русији.

## Трофеји

### Клупски
Челси
- Лига шампиона (1) : 2020/21.
- Лига Европе (1) : 2018/19.
- УЕФА суперкуп (1) : 2021.
- Светско клупско првенство (1) : 2021.

Реал Мадрид
- Ла лига (1) : 2023/24.
- Суперкуп Шпаније (1) : 2023/24.
- Лига шампиона (1) : 2023/24.

### Репрезентативни
Шпанија
- УЕФА Лига нација:  2022/23.
- Европско првенство У19:  2012.